# 平石氏人
平石 氏人（ひらいし うじんど、元治元年3月10日（1864年4月15日） - 1939年〈昭和14年〉3月17日）は、日本の判事。旅順市長。

## 経歴
土佐国（高知県）出身。1889年（明治22年）、東京帝国大学法科大学英法科を卒業。判事となり、大審院判事まで累進した。のち関東都督府判事に転じ、同高等法院長、関東庁高等法院長を務めた。
1924年（大正13年）、旅順市長に選任された。

## 栄典
位階
- 1917年（大正6年）1月10日 - 正四位[5]
- 1922年（大正11年）1月30日 - 従三位[6]

勲章等
- 1919年（大正8年）1月30日 - 勲二等瑞宝章[7]